# Alcis lobbichleri
Alcis lobbichleri là một loài bướm đêm trong họ Geometridae.